# Kuwait KW01
Kuwait/KW01 var det svenska truppbidrag som skickades till Kuwaitkriget under 1991. En svensk underhållspluton på 34 personer tjänstgjorde i Kuwait för att stödja uppbyggnaden av observatörsmissionen UNIKOM. Den svenska underhållsplutonen verkade på plats mellan maj och november 1991. Under perioden april till maj deltog också ett sammansatt transportkompani från den svenska kontingenten i Libanon, UNIFIL. Förbandet grupperade på Camp Doha.